# Tony Banks (musicien)
Pour les articles homonymes, voir Tony Banks et Banks.
Tony Banks, est un auteur-compositeur-interprète britannique, né le 27 mars 1950.
Il est surtout connu en tant que claviériste et principal auteur-compositeur du groupe de rock progressif Genesis, dont il est également l'un des membres fondateurs. De sa fondation en 1967 jusqu'à sa tournée la plus récente, en 2021, Mike Rutherford et lui sont les deux seuls membres constants de l'histoire du groupe. Il a également publié plusieurs albums solo et composé des musiques de film, ainsi que des pièces orchestrales.

## Biographie
Anthony George Banks naît 27 mars 1950. Il suit des cours à l'école de Charterhouse au milieu des années 1960, où il rencontre son camarade Peter Gabriel en 1965. Avec le batteur Chris Stewart, ils forment un groupe nommé The Garden Wall. Ce groupe fusionne avec un autre appelé Anon, avec Richard Macphail au chant, Michael Rutherford et Anthony Phillips à la guitare, Rivers Job à la basse et Rob Tyrell à la batterie. Après la fusion de ces deux formations, ils enregistrent quelques démos qui les conduisent à former le groupe Genesis, après leur rencontre avec un ancien étudiant de Charterhouse devenu producteur de disques, Jonathan King.

### Genesis (1968-1998, 2007 et 2021)
Durant ses premières années progressives, les talents de compositeur de Banks influencent fortement la direction musicale de Genesis, et ses solos de claviers élaborés tels que l'intro au piano de Firth of Fifth et la section instrumentale de The Cinema Show sont un des cachets qui établissent le son hors limite du groupe. Des chansons notables du répertoire de Genesis écrites par Banks incluent Many Too Many, One for the Vine, et la ballade-hymne Afterglow, qui reste une chanson populaire en concert pendant des années. Jusqu'en 1980, il joue également de la guitare 12 cordes avec Genesis, sur les albums et en concert. Avec Mike Rutherford, Tony est le seul membre de Genesis à avoir joué sur tous les albums du groupe (studios et en concert) 
En 2007, Banks participe avec Phil Collins et Mike Rutherford à un retour sur scène de Genesis lors d' une série de concerts en Europe et en Amérique du Nord. En 2021, le trio monte à nouveau sur scène pour une ultime série de concerts en ces mêmes continents.  

### Carrière en solo (1979-1995)
Après le départ du chanteur Peter Gabriel en 1975 puis celui du guitariste Steve Hackett en 1977, Banks est le premier membre du trio restant à sortir un album solo.  
Il publie ainsi en 1979, A curious feeling, un album aux ambiances progressives sur lequel, en plus des claviers, il joue de la guitare, de la basse et des percussions, accompagné à la batterie par Chester Thompson, batteur de Genesis en concert, et au chant par Kim Beacon (mort en 2001), chanteur du groupe folk écossais String Driven Thing.
En 1983, il sort son deuxième album The Fugitive, teinté de pop et plus minimaliste que le précédent, sur lequel il s'essaye au chant, joue des claviers et programme une boite à rythmes, accompagné à la guitare par Daryl Stuermer, guitariste-bassiste de Genesis en concert, à la basse par Mo Foster (qui a déjà collaboré avec Phil Collins) et par trois batteurs dont Steve Gadd. 
En 1989, il réalise l'album Bankstatement avec Steve Hillage qui le coproduit et joue de la guitare, et au chant Jayney Klimek et Alistair Gordon. Une section de cuivres est également présente sur cet album. 
En 1991, il sort Still sur lequel participent plusieurs chanteurs, Nik Kershaw, Fish ancien chanteur du groupe Marillion, Andy Taylor  et Jayney Klimek, et une flopée de musiciens dont le fidèle Daryl Stuermer à la guitare et Pino Palladino à la basse (déjà présent sur Bankstatement).
En 1995, Tony publie Strictly Inc. son dernier album solo dans le style rock, avec toujours Daryl Stuermer à la guitare, mais aussi Nathan East à la basse (qui a lui aussi joué avec Phil Collins), le chanteur Jack Hues du groupe Wang Chung, et le batteur John Robinson. L'album se termine par une pièce de plus de 17 minutes, An Island in the Darkness, dans le style progressif de Genesis. 
Mais contrairement à ses camarades, Mike Rutherford et son groupe Mike and the Mechanics, Peter Gabriel et Phil Collins en solo, qui ont beaucoup de succès, Banks ne touche qu'un public restreint de passionnés de Genesis. 
En juillet 2015, sort un boîtier de 4 CD intitulé A chord too far : il s'agit d'une compilation de ses albums solos de 1979 avec A curious feeling à 2012 avec Six. Disponible sur Cherry Red Records. 

### Compositeur de musique de film (1978-1986)
Banks compose aussi des musiques de film.
The Shout en 1978 avec Mike Rutherford et Rupert Hines, est sa première contribution pour la musique de films. 
Puis il compose la BO de À toute vitesse (Quicksilver) (avec Kevin Bacon) incluant la pièce Shortcut to somewhere avec Fish (qui possède une voix très très proche de Peter Gabriel), Lorca and the Outlaws et The Wicked Lady. 

### Compositeur classique (2002-2018)
Après la dissolution de Genesis en 1999, Banks compose des musiques pour orchestre, qu'il commence à enregistrer en 2002.
En 2004, sort Seven: A Suite for Orchestra, pièces orchestrales interprétés par le London Philharmonic Orchestra, avec Tony au piano sur trois d'entre elles.
En 2012, il confirme sa vocation à écrire des pièces pour orchestre en publiant Six, album réalisé avec l'orchestre philharmonique de Prague. Charlie Siem joue du violon et Martin Robertson du saxophone, chacun sur un titre.  C'est le premier album de Tony sur lequel il ne joue pas. 
En 2018, il sort son troisième album de musique symphonique Five. L'orchestre est cette fois le Czech National Symphony Orchestra. Tony y joue du piano et du célesta. On y retrouve aussi John Barclay au cornet et à la trompette, Martin Robertson au saxophone, Frank Ricotti aux percussions et Skail Kanga à la harpe. 

## Hommage
En 1998, quelques fans forment un groupe hommage nommé Strictly Banks, et reprennent des chansons solo de Tony, marquant leur première représentation devant un public pour la plupart d'entre eux.

## Discographie solo

### Albums studio
- 1979 : A Curious Feeling - Avec Chester Thompson à la batterie et Kim Beacon au chant.
- 1983 : The Fugitive - Avec Daryl Stuermer à la guitare.
- 1989 : Bankstatement - Coproduit par Tony Banks et Steve Hillage qui joue aussi sur l'album.
- 1991 : Still - Avec Fish sur 2 titres et Nick Kershaw sur les autres.
- 1995 : Strictly Inc - avec Jack Hues

### Albums orchestraux
- 2004 : Seven
- 2012 : Six
- 2018 : Five

### Bandes Originales de film
- 1978 : Le Cri du sorcier (The Shout) : Avec Rupert Hine et Mike Rutherford, n'est pas disponible en album.

#### B. O. en albums
- 1983 : La Dépravée (The wicked lady)
- 1984 : Starship (Lorca and the outlaws)

#### B. O. Quicksilver
- 1986 : Contient la Bande Originale du film homonyme, avec des titres chantés par Roger Daltrey, Fiona, Peter Frampton, John Parr et Marilyn Martin, Ray Parker Jr. et Helen Terry + trois titres de Tony Banks, Shortcut to Somewhere avec Fish, Quicksilver Suite I/Rebirth/The Gypsy et Quicksilver Suite II/Crash Landing.

### Compilations
- 1986 : Soundtracks : Contient des pièces des albums QQuicksilver et Lorca and the Outlaws.
- 2019 : Banks Vaults: The Albums 1979-1995 (Coffret 8CD/DVD)